# رافال باولاك
رافال باولاك (بالبولندية: Rafał Pawlak)‏ هو لاعب كرة قدم بولندي في مركز الوسط، ولد في 16 يناير 1970 في وودج في بولندا. لعب مع نادي ال كي اس ودز.